# نورتاپ
نورتاپ (به انگلیسی: Northop) یک منطقهٔ مسکونی در بریتانیا است که در فلینتشر واقع شده‌است. نورتاپ ۳٬۰۴۹ نفر جمعیت دارد.